# Driekops Eiland
Driekops Eiland (noto anche come Driekopseiland) è un sito archeologico contenente incisioni rupestri o petroglifi. Si trova nel letto del fiume Riet, vicino alla città di Plooysburg, nei pressi di Kimberley, in Sudafrica.

## Le incisioni
Le oltre 3500 incisioni presenti nel sito, rappresentanti soprattutto immagini geometriche, si trovano su una roccia glaciale esposta nel letto del fiume, e vengono sommerse quando il fiume si alza di livello. Archeologi e geomorfologi hanno stimato che le incisioni siano state effettuate in due diversi periodi: attorno a 2500 anni fa e circa 1000 anni fa.

## Dibattiti
Il sito è stato al centro di numerosi dibattiti riguardanti le incisioni rupestri sudafricane.
Sensazionali ipotesi riguardo alle incisioni e ai loro autori sono state avanzate da Brenda Sullivan, Cyril Hromnik e da altri in testi come Spirit of the rocks. Tali ipotesi, scartate dall'archeologia ufficiale, riguardano spesso antichi visitatori giunti da terre lontane e legami tra le incisioni e le iscrizioni di Ogham.
Nella comunità archeologica Driekops Eiland ha destato discussioni sull'attribuzione delle incisioni stesse.
Tra gli specialisti del settore vi sono principalmente due tesi. Una di queste ipotizza che nonostante la vicina Wildebeest Kuil, con la sua profusione di figure animali e umane, sia essenzialmente di origine San o dei cacciatori-raccoglitori, il sito di Driekops Eiland, con la sua preponderanza di incisioni geometriche e con pochi animali e uomini, appartenga più probabilmente ad una diversa tradizione artistica, oggi riconosciuta come di una cultura separata Khoi di allevatori. Infatti la distribuzione dei siti con immagini geometriche sembra coincidere con le ipotetiche rotte migratorie di quegli allevatori che si pensa abbiano viaggiato per tutto il Sudafrica circa 2000 anni fa.
Una prospettiva differente su Driekops Eiland non scarta la possibilità che l'opera sia da attribuire a vari gruppi ma concentra l'attenzione sul contesto. Gli studi etnografici, tra cui quelli relativi all'importanza sociale dell'acqua, dimostrano come le caratteristiche del territorio potrebbero essere significanti. Le rocce potrebbero essere importanti, visto che il fatto che la loro superficie contenga le immagini rupestri è "una parte fondamentale del contesto".

## Protezione formale
Driekops Eiland è stato dichiarato Monumento Nazionale nel 1944. Automaticamente è diventato un sito protetto provinciale di livello 2, quando fu promulgato il nuovo National Heritage Resources Act (Atto 25 del 1999).

## Impatti dannosi
Nel 1942 fu costruita una diga nella parte superiore del sito, causando l'allagamento permanente di circa 150 incisioni e la modifica del flusso idrico. Quest'ultima cosa ha provocato la crescita di canneti e l'invasione di alberi di eucalipto nelle parti sabbiose del sito, grazie anche al nuovo flusso d'acqua proveniente dal nuovo canale che dal 1987 unisce il fiume Orange alla diga Kalfontein (sul fiume Riet).

## Driekops Eiland in arte, letteratura e film
- L'artista Walter Battiss conobbe il sito da giovane, e scrisse di queste incisioni nelle sue pubblicazioni.
- Randy Hartzenberg produsse After Driekopseiland nel 1989, che oggi si trova presso l'Iziko South African National Gallery di Città del Capo.[12]
- Strijdom van der Merwe utilizzò immagini di Driekops Eiland nella sua mostra 'Messages of the Southern Earth' presso la galleria della University of Johannesburg nel 2005.[13]
- Julia Martin dedicò un capitolo ad una visita a Driekops Eiland nel suo libro A Millimetre of Dust.[14]
- L'antologia di Michael Cope intitolata Ghaap contiene una poesia intitolata "20 Engravings", ispirata a Driekops Eiland.[15]
- Il sito appare in numerosi film documentari, tra cui un episodio di A country imagined (con Johnny Clegg, Curious Pictures, 2010).

## Altri siti di incisioni rupestri nella regione
- Wildebeest Kuil Rock Art Centre
- Nooitgedacht Glacial Pavements